# 동시에라마드레 산맥

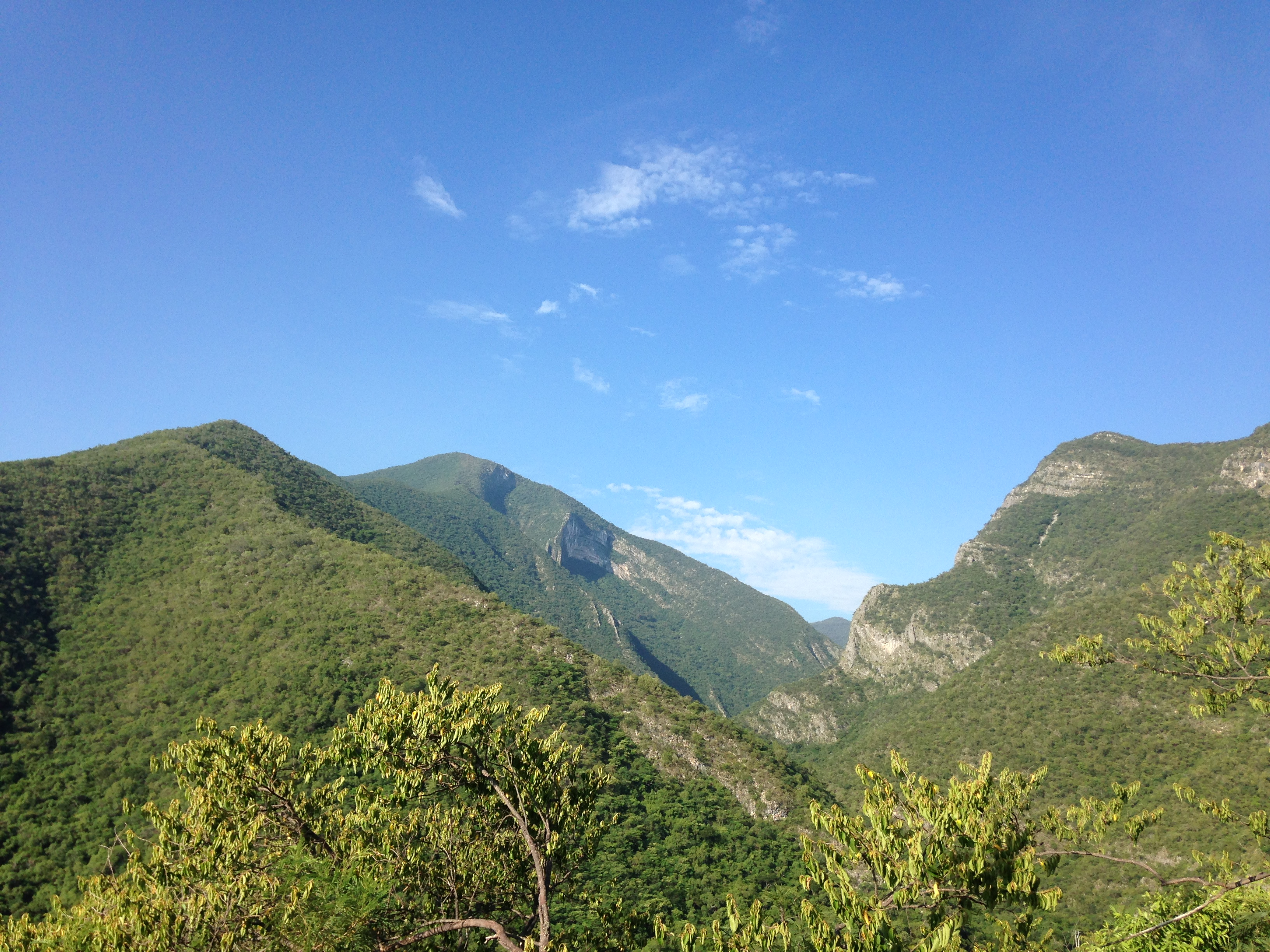
타마울리파스주 시우다드빅토리아시 인근의 동시에라마드레 산맥

동시에라마드레 산맥(Sierra Madre Oriental)은 멕시코 북동부를 종단하는 산맥이다. 아메리카 산계의 일부를 이루며 멕시코 북서부의 서시에라마드레 산맥과 대략 평행하다. 길이는 약 1,000km이며 최고점은 해발고도 약 3,700m이다.

## 같이 보기
- 시에라마드레 산맥